# Ben O'Connor
Ben Alexander O'Connor (Subiaco, 25 november 1995) is een Australisch wielrenner die sinds 2025 rijdt voor Team Jayco AlUla.

## Carrière

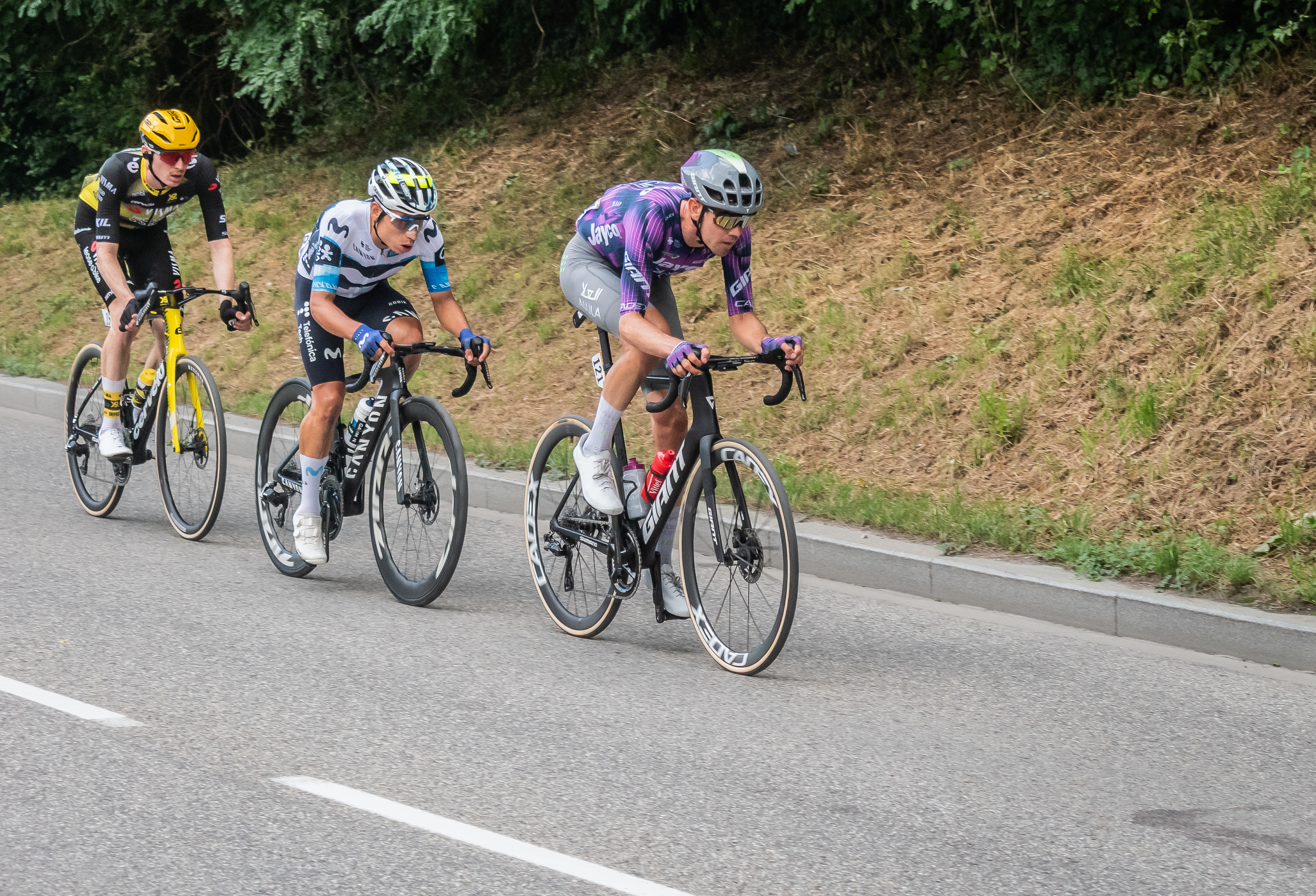
V.l.n.r. Matteo Jorgenson, Einer Rubio en O'Connor in de achttiende etappe van de Ronde van Frankrijk 2025.

In 2015 werd O'Connor zesde op het Oceanisch kampioenschap tijdrijden voor beloften. Hier was hij ruim drie minuten langzamer dan winnaar Harry Carpenter. Later dat jaar werd O'Connor zestiende in het eindklassement van de Ronde van het Qinghaimeer.
Voor het seizoen 2016 tekende O'Connor een contract bij Avanti IsoWhey Sport. Zijn debuut voor die ploeg maakte hij in het Australisch kampioenschap tijdrijden voor beloften, waar hij derde werd achter de broers Callum en Miles Scotson. Zijn eerste UCI-overwinning volgde dezelfde maand: in de New Zealand Cycle Classic wist hij de vierde etappe op zijn naam te schrijven door solo over de finish te komen. Hierdoor nam hij de leiderstrui over van Ryan Thomas, waarna hij die in de laatste etappe niet meer af zou staan en zo het eindklassement won. Anderhalve maand later stond hij aan de start van de Ronde van Taiwan, waar hij na de derde etappe de leiding in het algemeen klassement overnam van Stepan Astafjev. Twee dagen later raakte hij de trui echter weer kwijt aan Robbie Hucker. In het eindklassement werd O'Connor derde.
In 2017 werd O'Connor prof bij Team Dimension Data. Na zowel de tijdrit als de wegwedstrijd op het nationale kampioenschap te hebben gereden maakte hij zijn World Tour-debuut in de Tour Down Under. In het algemeen klassement van die zesdaagse wedstrijd eindigde hij op plek 32, op bijna drie minuten van winnaar Richie Porte. In maart nam hij deel aan de Ronde van Langkawi, waarin hij in de vierde etappe als zesde over de finish wist te komen. In juli van dat jaar behaalde hij zijn eerste profzege toen hij in de vijfde etappe van de Ronde van Oostenrijk solo als eerste over de finish kwam. In het algemeen klassement eindigde hij op de vijfde plaats, op ruim een minuut van winnaar Stefan Denifl.
O'Connor reed een goede Ronde van Italië 2018. In de negentiende etappe kwam hij echter ten val, waardoor hij moest opgeven. O'Connor stond op dat moment twaalfde in het algemene klassement.
Zijn eerste etappesucces in een Grote Ronde behaalde O'Connor in 2020 toen hij zegevierde in de zeventiende etappe van de Ronde van Italië. Hij maakte deel uit van de "vroege vlucht" en had zo'n halve minuut voorsprong op de nummer twee, Hermann Pernsteiner. O'Connor won op 4 juli 2021 de negende etappe in de Ronde van Frankrijk, na een lange solo bergop naar het Alpenski-oord Tignes. Door zijn zege reed hij zich in de kijker voor het algemene klassement, hij kwam op een tweede plek achter Tadej Pogačar. Later zakte hij enkele plaatsen, hij bleef rondhangen rond de vierde à zesde plaats. In Parijs eindigde hij net naast het podium, als vierde. In 2024 maakte hij de trilogie van etappezeges in Grote Rondes volledig toen hij de zesde etappe won in de Ronde van Spanje. O'Connor had een voorsprong van ruim vierenhalve minuut op nummer twee Marco Frigo. O'Connor reed tot en met de achttiende etappe in de rode leiderstrui die hij daarna moest afstaan aan Primož Roglič, die enkele dagen later het eindklassement won. In de Tour de France van 2025 was hij ook geregeld aanwezig in de vroege vlucht van bergetappes. In de Koninginnenrit, de achttiende etappe, bleek hij de sterkste bergop op de Col de la Loze en zegevierde zodoende voor de tweede maal in zijn carrière in de Tour de France.

## Overwinningen
2016
4e etappe New Zealand Cycle Classic
Eindklassement New Zealand Cycle Classic
2017
5e etappe Ronde van Oostenrijk
2018
3e etappe Ronde van de Alpen
2020
4e etappe Ster van Bessèges
17e etappe Ronde van Italië
2021
9e etappe Ronde van Frankrijk
2022
3e etappe Ronde van Catalonië
Ronde van de Jura
2024
Ronde van Murcia
3e etappe Ronde van de Verenigde Arabische Emiraten
6e etappe Ronde van Spanje
2025
18e etappe Ronde van Frankrijk

## Resultaten in voornaamste wedstrijden
| Jaar | Ronde van Italië | Ronde van Frankrijk | Ronde van Spanje |
| ---- | ---------------- | ------------------- | ---------------- |
| 2017 |                  |                     |                  |
| 2018 | opgave           |                     |                  |
| 2019 | 32e              |                     | 25e              |
| 2020 | 20e (1)          |                     |                  |
| 2021 |                  | 4e (1)              |                  |
| 2022 |                  | opgave              | 8e               |
| 2023 |                  | 17e                 |                  |
| 2024 | 4e               |                     | ↑ (1)            |
| 2025 |                  | 11e (1)             |                  |

| Jaar | Amstel Gold Race | Luik-Bast.‑Luik | Ronde van Lombardije | Waalse Pijl | Clásica San Sebastián |  | WK op de weg |  | Wereldranglijsten |
| ---- | ---------------- | --------------- | -------------------- | ----------- | --------------------- |  | ------------ |  | ----------------- |
| 2017 |                  | opgave          |                      | 80e         |                       |  |              |  | 258e (UWT)        |
| 2018 |                  |                 | opgave               |             |                       |  |              |  | 175e (UWT)        |
| 2019 |                  |                 |                      |             |                       |  |              |  | 535e (UWR)        |
| 2020 |                  |                 |                      |             |                       |  |              |  | 194e (UWR)        |
| 2021 |                  | 108e            |                      |             |                       |  |              |  | 40e (UWR)         |
| 2022 |                  |                 |                      |             |                       |  | opgave       |  | 39e (UWR)         |
| 2023 |                  | 50e             | 34e                  |             | opgave                |  |              |  | 53e (UWR)         |
| 2024 |                  |                 |                      |             | 11e                   |  | ↑            |  | 4e (UWR)          |
| 2025 | opgave           | 44e             |                      | 37e         |                       |  |              |  |                   |

#### Resultaten in kleinere rondes
| Jaar | UAE Tour |
| ---- | -------- |
| 2024 | 2e (1)   |

## Ploegen
- 2015 –  Navitas Satalyst Racing Team
- 2016 –  Avanti IsoWhey Sports
- 2017 –  Team Dimension Data
- 2018 –  Team Dimension Data
- 2019 –  Team Dimension Data
- 2020 –  NTT Pro Cycling
- 2021 –  AG2R-Citroën
- 2022 –  AG2R-Citroën
- 2023 –  AG2R-Citroën
- 2024 –  Decathlon AG2R La Mondiale Team
- 2025 –  Team Jayco AlUla

Aitcheson · Cooper · Crome · Giacoppo · F.Gough · R.Gough · Hamilton · Hucker · Karwowski · Lake · Lane · Mudgway · O'Brien · O'Connor · Shaw · Stevenson · van der Ploeg · Zenovich
Antón · Berhane · Boasson Hagen · Cavendish · Cummings · Debesay · Dougall · Eisel · Farrar · Fraile · Gibbons · Haas · J. Janse van Rensburg · R. Janse van Rensburg · King · Kudus · Morton · Niyonshuti · O'Connor · Pauwels · Reguigui · Renshaw · Sbaragli · Teklehaimanot · Thomson · Thwaites · Venter · van Zyl · Dlamini (stagiair) · Eyob (stagiair) · Gebreigzabhier (stagiair)
Antón · Berhane · Boasson Hagen · Cavendish · Cummings · Davies · Debesay · Dlamini · Dougall · Eisel · Gebreigzabhier · Gibbons · J. Janse van Rensburg · R. Janse van Rensburg · King · Kudus · Meintjes · Morton · O'Connor · Pauwels · Renshaw · Slagter · Thomson · Thwaites · Venter · Vermote · van Zyl
Bak · Boasson Hagen · Cavendish · Cummings · Davies · de Bod · Dlamini · Eisel · Gasparotto · Gebreigzabhier · Gibbons · J. Janse van Rensburg · R. Janse van Rensburg · King · Kreuziger · Mäder · Meintjes · Nizzolo · O'Connor · Renshaw · Slagter · Thomson · Tiller · Valgren · Venter · Vermote · Wyss
Barbero · Battistella · Boasson Hagen · Campenaerts · Carbel · De Bod · Dlamini · Dyball · Gasparotto · Gebreigzabhier · Gibbons · Gogl · Iribe · Janse van Rensburg · King · Kreuziger · Mäder · Meintjes · Nizzolo  · O'Connor · Pozzovivo · Sobrero · Stokbro · Sunderland · Thomson · Tiller · Valgren · Walscheid · Wyss
Bidard · Bouchard · Calmejane · Champoussin · Cherel · Cosnefroy · Dewulf · Duval · Franktot en met 20 juni · Gallopin · Gastauer · Godon · Gougeard · Hänninen ·  Jullien · Jungels · L. Naesen · O. Naesen · O'Connor · Paret-Peintre · Peters · Prodhomme · Sarreau · Schär · Touzé · Van Avermaet · Van Hoecke · Vendrame · Venturini · Warbasse · Delphis (stagiair) · Lapeira (stagiair) · Retailleau (stagiair)
Berthet · Bouchard · Calmejane · Champoussin · Cherel · Cosnefroy · Dewulf · Gall · Godon · Hänninen ·  Jullien · Jungels · Lapeira · L. Naesen · O. Naesen · O'Connor · A. Paret-Peintre · V. Paret-Peintre · Peters · Prodhomme · Raugel · Retailleau (vanaf 1/8) · Sarreau · Schär · Touzé · Van Avermaet · Van Hoecke · Vendrame · Venturini · Warbasse · Delphis (stagiair) · Gautherat (stagiair) · Tronchon (stagiair)
Baudin · Berthet · Bonnamour · Bouchard · Cherel · Cosnefroy · Dewulf · Gall · Gautherat · Godon · Hänninen · Labrosse (Vanaf 1/8) ·  Lapeira · L. Naesen · O. Naesen · O'Connor · A. Paret-Peintre · V. Paret-Peintre · Peters · Prodhomme · Raugel · Retailleau · Sarreau · Schär · Touzé · Tronchon · Van Avermaet · Vendrame · Venturini · Warbasse · Chaussinand (stagiair) · Veistroffer (stagiair) · Verschuren (stagiair)
Armirail · Baudin · Bennett · Berthet · Boasson Hagen · Bonnamour (tot 25/3) · Bouchard · Cosnefroy · De Bondt · De Pestel · Dewulf · Gall · Gautherat · Godon · Hänninen · Labrosse · Lafay ·  Lapeira · Naesen · O'Connor · A. Paret-Peintre · V. Paret-Peintre · Peters · Pollefliet · Prodhomme · Retailleau · Touzé · Tronchon · Vendrame · Warbasse